# Guerre romano-étrusque (358 - 351 av. J.-C.)
Pour les articles homonymes, voir Guerre romano-étrusque.
La guerre romano-étrusque de 358 à 351 av. J.-C. est un conflit opposant la République romaine à la cité étrusque de Tarquinia ainsi qu'aux Falisques de Faléries.
Ces combats sont vraisemblablement provoqués par des raids de la cité étrusque de Tarquinia et des Falisques de Faléries en terres romaines auxquels Rome répond en déclarant la guerre. Le conflit est majoritairement marqué par une série d'opérations de pillage de la part des belligérants. La guerre est difficile, avec une alternance de succès et de revers. Après sept années de conflit, Rome finit par vaincre ses adversaires, sans victoire décisive, et une trêve de quarante années est conclue.

## Contexte
Les épisodes des guerres romano-étrusques du Ve siècle av. J.-C. contre Véies jusqu'à la prise de Volsinies en 264 av. J.-C. sont des évènements historiques principalement connus par l'historiographie romaine, en particulier Tite-Live, et la recherche archéologique vient parfois confirmer certains évènements. L'historien romain a tendance à minimiser les revers subis par les Romains alors qu'il détaille davantage les victoires.
La durée des affrontements entre Romains et Étrusques, qui s'étendent sur plus de deux siècles, témoigne de la difficulté pour Rome à vaincre des Étrusques qui se montrent cependant désordonnés et désunis pour lutter. Chaque cité étrusque mène sa propre politique et on dénote pendant ces deux siècles une absence de cohésion au sein de la ligue étrusque,.
Au Ve siècle av. J.-C., une première guerre opposant Rome et Véies se termine par un statu quo en 474 av. J.-C. suivi d'une trêve de quarante ans. La célèbre bataille du Crémère en 477 av. J.-C. est un épisode de ce conflit. En 438 av. J.-C., commence une deuxième guerre qui voit Fidènes tomber aux mains des Romains vers 425 av. J.-C. Enfin, vers 408 av. J.-C., éclate la dernière guerre entre les deux cités. En 396 av. J.-C., Véies est prise par l'armée romaine menée par Camille. La chute de Véies au sud de l’Étrurie se produit au même moment que la perte de l'Étrurie padane au nord face à l'invasion celtique : il s'agit là de deux coups durs pour la puissance étrusque,.
À la suite de ses victoires dans les guerres contre les Volsques et sa mainmise grandissante sur les cités latines, Rome domine un État réunissant une grande partie du Latium. En 395 av. J.-C., peu de temps après la chute de Véies, les Romains s'emparent de Sutrium et Nepete, d'anciennes places fortes étrusques en terres falisques. Capène, ville sabine non loin de Faléries, devient aussi romaine. Entre 389 et 386 av. J.-C., un probable conflit oppose Rome à des cités étrusques au sujet des deux colonies de Sutrium et Nepete.
Les sources antiques ne rapportent plus aucun combat entre les Romains et les Étrusques jusqu'en 358 av. J.-C. La menace de la Syracuse du tyran Denys l'Ancien, qui règne entre 405 et 367 av. J.-C., sur les côtes tyrrhéniennes rapproche sans doute Rome des cités étrusques du sud, mais ce danger se résorbe un temps dans les années 350.
Caeré, qui est venu en aide aux Romains lors du sac de Rome de 390 av. J.-C., se voit octroyer par Rome le droit d'hospitalité et choisit une attitude neutre voire l'alliance avec Rome dans les premières décennies qui suivent ce premier raid gaulois. Il s'agit peut-être d'une alliance maritime, Caeré ayant besoin du bois du Latium pour sa flotte et les deux cités cherchent peut-être à enrayer l'avancée syracusaine en ce début de IVe siècle av. J.-C. Clusium entretient aussi des rapports d'amitié avec Rome depuis un siècle
Faléries est située sur la rive droite du Tibre en amont de Rome. C'est la capitale des Falisques, un peuple proche des Latins mais fortement « étrusquisé ». Au Ve siècle av. J.-C., cette cité est alliée à Fidènes et Véies et reste fidèle à l'alliance étrusque au IVe siècle av. J.-C. malgré la chute de ces dernières.

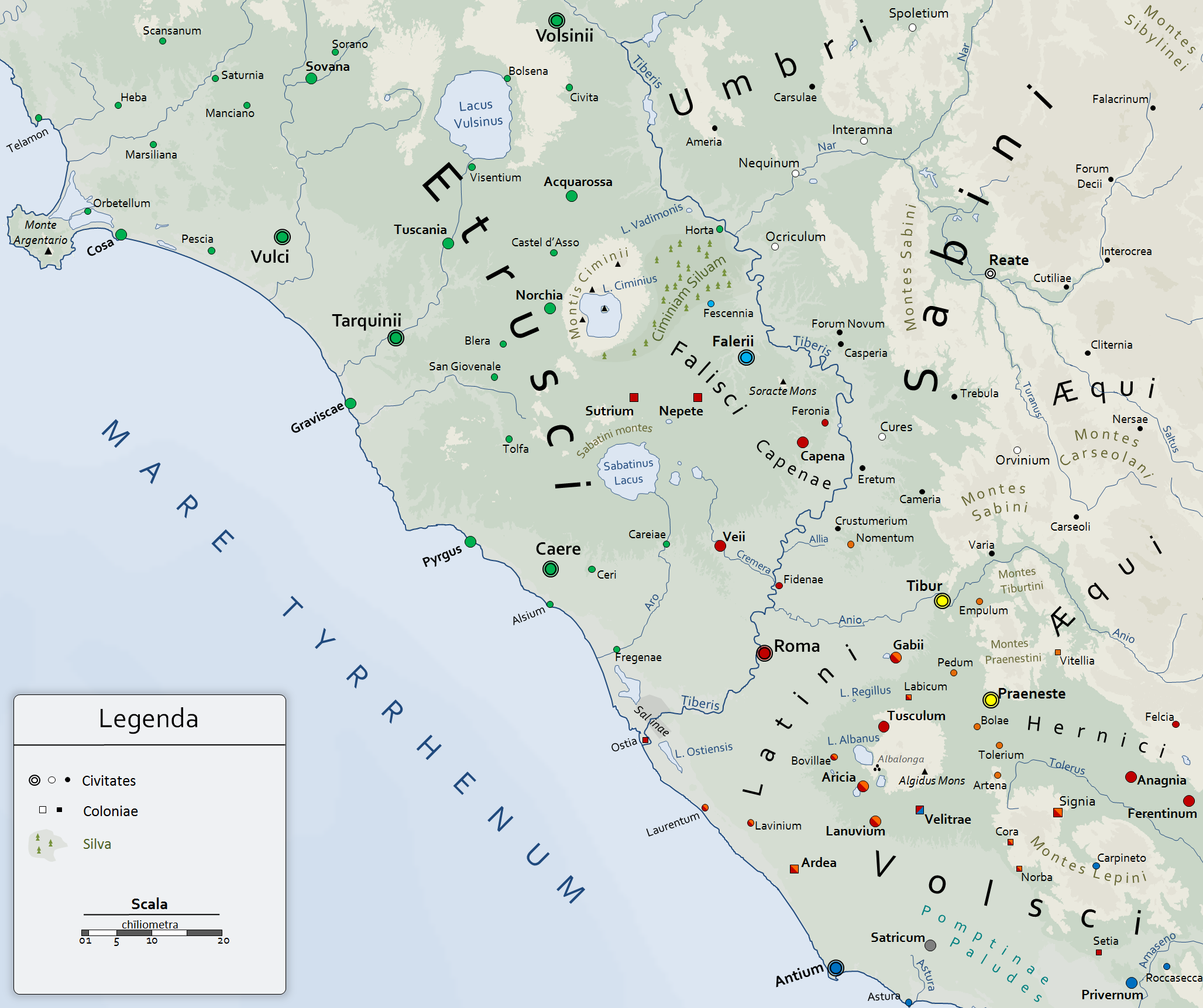
Carte de l'Étrurie méridionale et du nord du Latium à la veille de la guerre romano-étrusque de 358-351.
Légende des couleurs des cités et des colonies :

- Étrusques
- Falisques ennemis de Rome
- Romains
- Colonie romano-latine peuplée majoritairement de Volsques
- Colonie romano-latine
- Ville latine dominée par Rome
- Latins neutres
- Latins en guerre contre Rome entre 361 et 354[N 1]
- Volsques
- Peuples neutres : Ombriens, Sabins et Èques

## Guerre contre Tarquinia et Faléries 359-351
Tite-Live fournit le seul récit complet de cette guerre romano-étrusque. Certaines parties de son récit sont corroborées par Diodore de Sicile ou les Fasti triumphales.

### Les premières années 358-354

#### Le récit des auteurs antiques
Tite-Live écrit qu'en 358 av. J.-C., Rome déclare la guerre à Tarquinia après qu'une troupe armée de cette ville a procédé à un raid en territoire romain. Le consul Caius Fabius Ambustus reçoit le commandement de cette guerre. Cependant, les Tarquiniens défont le consul Fabius et sacrifient 307 prisonniers de guerre romains
L'année suivante, en 357 av. J.-C., Rome déclare aussi la guerre aux Falisques. Ils ont combattu avec les Tarquiniens et ont refusé de rendre les déserteurs romains qui ont fui à Faléries après la défaite, même après que les fétiaux aient demandé leur reddition. Cette campagne est attribuée au consul Cnaeus Manlius Capitolinus Imperiosus. Il ne fit cependant rien militairement. Il convoque l'armée au camp près de Sutrium en assemblée citoyenne et fait voter une loi taxant l’affranchissement des esclaves. Les tribuns de la plèbe, devant ce dangereux précédent, font du fait de convoquer l'assemblée en dehors du lieu habituel un crime capital. Diodore de Sicile rapporte aussi une guerre entre Romains et Falisques, avec uniquement des raids et des pillages.
Selon Tite-Live, en 356 av. J.-C., le consul Marcus Fabius Ambustus commande l'armée romaine contre les Falisques et les Tarquiniens. L'armée étrusque est accompagnée de prêtres brandissant des serpents et des torches, et ce spectacle provoque la panique dans les rangs romains, mais le consul exhorte ses hommes à reprendre le combat. Les Étrusques sont dispersés et leur camp capturé. Cela provoque la mobilisation de toute l'Étrurie, sous la direction des Tarquiniens et des Falisques, qui marchent sur les salines romaines à l'embouchure du Tibre. En urgence, les Romains nomment Caius Marcius Rutilus dictateur, le premier plébéien à atteindre cette magistrature. Il transporte ces troupes de l'autre côté du Tibre par des radeaux. Après avoir capturé un certain nombre de pillards étrusques, il s'empare du camp étrusque par une attaque surprise et fait 8 000 prisonniers, les autres étant tués ou chassés du territoire romain. Le peuple de Rome attribue au dictateur plébéien un triomphe, mais celui-ci n'est pas confirmé par le Sénat. Les Fasti triumphales rapporte un triomphe du dictateur Marcius Rutilus sur les Étrusques le 6 mai. Selon Diodore de Sicile, les Étrusques pillent le territoire romain jusqu'au Tibre avant de retourner sur leurs terres.
Selon certains auteurs consultés par Tite-Live, le consul Caius Sulpicius Peticus ravage le territoire de Tarquinia en 355 av. J.-C., alors que d'autres auteurs mentionnent qu'il le fait conjointement avec son collègue contre les Latins de Tibur lors de la guerre romano-latine de 361 à 354.
En 354 av. J.-C., les Romains forcent les Tarquiniens à se rendre après les avoir écrasé dans une bataille. Les prisonniers sont tous exécutés, sauf 358 nobles qui sont envoyés à Rome, où ils sont fouettés et décapités sur le Forum comme châtiment pour les Romains immolés par les Tarquiniens en 358 av. J.-C. Selon Diodore de Sicile, ce sont 260 nobles qui sont exécutés sur le Forum Romanum.

#### L'avis des historiens modernes
En 357 av. J.-C., Rome subit vraisemblablement une lourde défaite. Certains historiens ont vu le sacrifice de 307 prisonniers romains de l'armée d'un Fabius comme une autre version de la bataille du Crémère où 306 membres de la gens des Fabii sont tombés contre les Étrusques. D'autres ont fait des comparaisons avec des représentations de gladiateurs et la mise à mort de prisonniers dans l'art étrusque.
Les prêtes brandissant des serpents et des torches peuvent être une invention, ou alors cela reflète un rite magique étrusque que les sources de Tite-Live n'ont pas compris. Dominique Briquel voit dans cette attitude des Étrusques et de leurs alliés falisques un procédé religieux vouant les Romains à l'anéantissement et les assimilant à des démons.
Alors que Karl Julius Beloch, auteur du XIXe et début XXe connu pour son étude critique des sources gréco-romaines, rejette la dictature de Caius Marcius Rutilus, Stephen P. Oakley estime qu'il est peu probable que la première dictature plébéienne ait été inventée, avis de nombreux historiens modernes,.
Les historiens romains semblent avoir souvent inventé le nombre de morts dans les batailles, mais ils ont sans doute également eu accès à des documents authentiques d'ennemis tués ou capturés à partir de la fin du IVe siècle av. J.-C., et il est donc difficile de se prononcer sur le nombre de 8 000 Étrusques tués en 356 av. J.-C.. Cependant, le nombre de victimes est en tout cas notoirement enclin à l'exagération autant par les généraux de l'époque que par les historiens antiques. 
La flagellation suivie par une décapitation est une pratique romaine commune et ce détail peut être juste une invention d'un annaliste postérieur.

### Les dernières années 353-351

#### Le récit des auteurs antiques
Tite-Live est l'unique source pour les dernières années de la guerre. En 353 av. J.-C., des rumeurs rapportent à Rome que le peuple allié de la cité étrusque de Caeré a pris le parti de leurs compatriotes de Tarquinia contre Rome. Ces rumeurs sont confirmées lorsque les salines romaines sont pillées alors que le consul Caius Sulpicius Peticus ravage le territoire tarquinien. Une partie du butin est envoyé à Caeré et sans doute quelques-uns des pillards sont des hommes de la cité étrusque. Ainsi les Romains nomment Titus Manlius Torquatus dictateur et déclarent la guerre à Caeré. Les Caérites regrettent amèrement leurs actes et envoient des émissaires à Rome pour plaider en faveur de la paix. Compte tenu de la vieille amitié entre Rome et Caeré, une trêve de cent ans est accordée. Les Romains tournent ensuite leur attention vers les Falisques, mais ils ne rencontrent aucune armée falisque et rentrent à Rome après avoir ravagé le territoire falisque, sans avoir essayé de s'emparer de la moindre ville.
En 352 av. J.-C., en raison de rumeurs, sans fondement, que douze villes étrusques forment une ligue contre Rome, les Romains décident de nommer un dictateur. Caius Iulius Iullus (en) est nommé par les consuls alors qu'ils sont encore dans leur camp, plutôt qu'à Rome.
En 351 av. J.-C., la dernière année de la guerre, le consul Titus Quinctius Pennus Capitolinus mène une campagne contre Faléries tandis que son collègue Caius Sulpicius Peticus est chargé de Tarquinia. Il n'y a aucune bataille, mais les Falisques et Tarquinia, las de la guerre, et après avoir vu leurs territoires ravagés année après année, demandent une trêve. Les Romains leur en accordent une de quarante ans.

#### L'avis des historiens modernes
Caeré octroie sans doute à Tarquinia et Faléries le droit à leurs armées de traverser son territoire pour mener la guerre contre Rome. Il est vraisemblable que des contingents de volontaires caérites se sont joints aux belligérants étrusques. De nombreux auteurs modernes pensent que Caeré devient un civitas sine suffragio en 353 av. J.-C.,, mais il s'agit sans doute d'une anticipation, et cette théorie est rejetée par d'autres qui la datent de 274/273 av. J.-C.
Caius Iulius Iullus, le dictateur en 352 av. J.-C., est par ailleurs inconnu, mais les particularités constitutionnelles de sa nomination peuvent rendre crédible l'historicité de cette dictature.
Les trêves limitées dans le temps ne sont pas utilisées dans la République romaine tardive, et sont donc peu susceptibles d'avoir été inventées, ce qui permet de fournir une date sûre pour la fin de la guerre : 351 av. J.-C.
Tite-Live dépeint Rome comme victorieux à l'instar de presque toutes les guerres, mais on note qu'il y a surtout eu un grand nombre de raids et de pillages et aucune grande bataille rangée ni prise de villes importantes, l'ampleur des combats semble donc avoir été limitée et la paix d'égal à égal.

### La synthèse selon les historiens modernes
La cité de Vulci a aussi très probablement participé à cette guerre aux côtés de Tarquinia, comme le montre vraisemblablement la tombe François et des documents d'origine étrusque,. La guerre est marquée par une alternance de victoires et de revers de part et d'autre, mais surtout par des raids et des pillages. Tarquinia, en acceptant une longue trêve, semble avoir compris son impuissance à enrayer la puissance romaine et respecte par la suite la trêve.
Les historiens modernes acceptent comme historique tout le contexte général de la guerre, mais l'historicité de nombreux évènements individuels est contestée. Tite-Live fait d'une agression des ennemis de Rome le casus belli de la guerre, ce qui est toujours le cas dans son récit, mais il se peut que cela soit bien le cas ici. Rome est déjà impliquée dans une guerre contre la cité latine de Tibur et doit aussi faire face à des raids gaulois. Les Étrusques de Tarquinia semblent avoir pour but d'arracher à la domination romaine les terres autour du Tibre inférieur. Faléries peut avoir été motivée pour sa part par un désir de reconquérir les territoires perdus quarante à cinquante années plus tôt.
Gary Forsythe propose que cette guerre ait pour contexte la fondation d'Ostie, le port de Rome. L'histoire traditionnelle attribue la fondation d'Ostie au quatrième roi de Rome, Ancus Marcius, ayant régné selon la tradition dans la seconde moitié du VIIe siècle av. J.-C., mais les plus anciens vestiges archéologiques sur le site sont datés du milieu du IVe siècle av. J.-C. Protéger le littoral et l'embouchure du Tibre des attaques tarquiniennes peut avoir été un motif de fonder une colonie ici, et des historiens postérieurs ont peut-être confondu le dictateur Caius Marcius Rutilus avec le roi Ancus Marcius.

## Les relations romano-étrusques jusqu'au milieu duIIIesiècleav. J.-C.
Une nouvelle invasion gauloise ainsi que le réveil de Syracuse, vieille ennemie des Étrusques, rapprochent à nouveau Rome des Étrusques vers 350. Les relations romano-étrusques redeviennent calmes et pacifiques.
La trêve de quarante années entre Rome et Tarquinii de 351 prend fin en l'an 311,, année à laquelle commence une nouvelle guerre romano-étrusque dans le conflit plus large qu'est la seconde guerre samnite.